# Bulbophyllum proudlockii
Bulbophyllum proudlockii är en orkidéart som först beskrevs av George King och Robert Pantling, och fick sitt nu gällande namn av Johannes Jacobus Smith. Bulbophyllum proudlockii ingår i släktet Bulbophyllum och familjen orkidéer. Inga underarter finns listade i Catalogue of Life.